# Masdevallia tonduzii
Masdevallia tonduzii là một loài thực vật có hoa trong họ Lan. Loài này được Woolward mô tả khoa học đầu tiên năm 1906.

## Hình ảnh

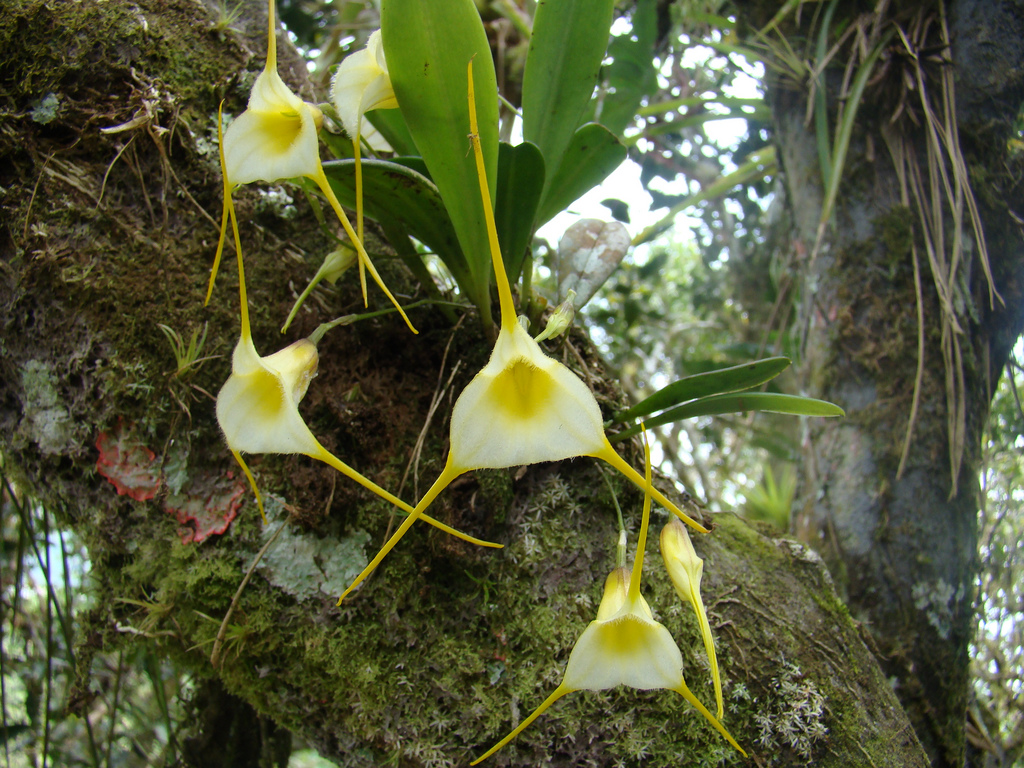